# Route 101 (Nouveau-Brunswick)
Pour les articles homonymes, voir Route 101.
La route 101 est une route du Nouveau-Brunswick. Elle parcourt 76 km (47 mi) entre Welsford et Fredericton.

## Description du tracé
La route 101 débute à une intersection avec la route 7 à Welsford. Contrairement à la route 7, la route 101 n'entre pas dans les limites de la Base des Forces canadiennes de Gagetown, mais en marque plutôt sa limite ouest. Elle se dirige vers le nord-ouest en passant par Fredericton Junction et Tracy, où elle prend la direction nord. Elle passe par New Maryland avant d'entrer dans les limites de Fredericton. Elle emprunte la rue Regent et prend fin au centre-ville à l'intersection avec la route 102 (rues Brunswick et Queen).

## Intersections majeures
| Comté   | Ville              | km    | Destinations                                                           | Notes                                         |
| ------- | ------------------ | ----- | ---------------------------------------------------------------------- | --------------------------------------------- |
| Queens  | Welsford           | 0,00  | NB-7 – Saint-Jean, Fredericton                                         | Échangeur; sortie 63 de la NB-7               |
| Sunbury | Central Blissville | 32,60 | NB-785 sud – Pennfield                                                 | Terminus nord de la NB-785                    |
| Sunbury | Tracy              | 43,10 | NB-645 ouest – Harvey Station                                          | Terminus est de la NB-645                     |
| York    | Nasonworth         | 61,90 | NB-655 est (Chemin Robby's) – Rusagonis                                | Terminus ouest de la NB-655                   |
| York    | New Maryland       | 71,20 | NB-2 vers NB-7 – Edmundston, Moncton, Saint-Jean                       | Sortie 285 de la NB-2                         |
| York    | Fredericton        | 74,60 | NB-8 vers NB-2 / NB-7 sud – Miramichi, Edmundston, Moncton, Saint-Jean | Sortie 6 de la NB-8; terminus nord de la NB-7 |
| York    | Fredericton        | 74,80 | NB-8 vers NB-2 / NB-7 sud – Miramichi, Edmundston, Moncton, Saint-Jean | Sortie 6 de la NB-8; terminus nord de la NB-7 |
| York    | Fredericton        | 78,60 | NB-102 (Rue Queen) / Pointe-Sainte-Anne                                |                                               |
|         |                    |       |                                                                        |                                               |

## Annexe